# Bosque de piedras de Huayllay

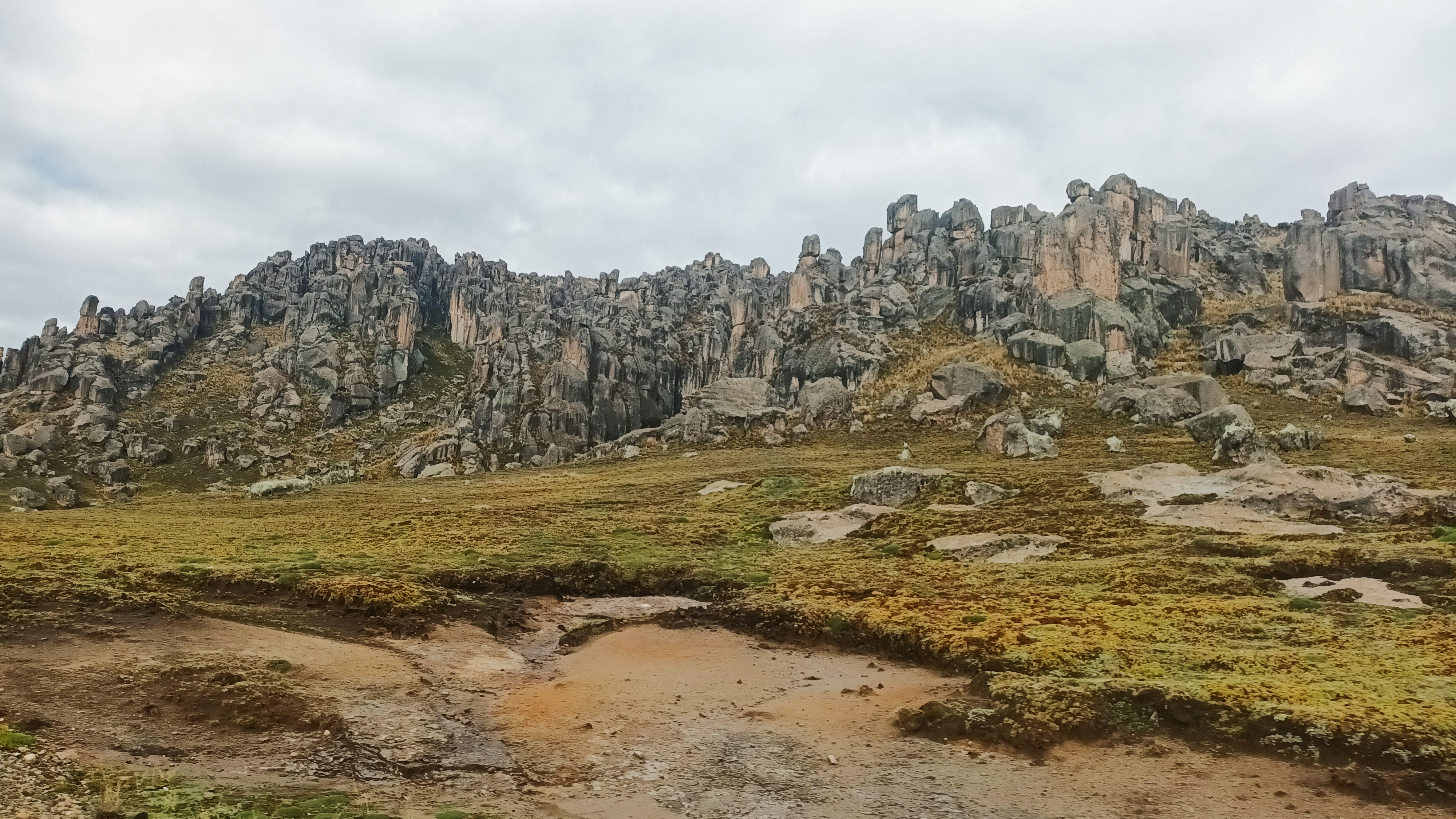
Toma fotográfica de una parte de este atractivo turístico

El Bosque de piedras de Huayllay está ubicado en el distrito de Huayllay, provincia y departamento de Pasco, Perú tiene una extensión de 6000 ha. Está protegido desde 1974 por el establecimiento del Santuario nacional de Huayllay. Constituye una maravilla natural andina, a 4,310 metros sobre el nivel del mar.
Es un atractivo turístico porque reúne más de 4.000 formaciones rocosas que semejan gigantescos perfiles humanos, como el caminante o pensador, y animales, como la tortuga, la alpaca, el cóndor, el elefante, la cebra, los pingüinos, el perro, el caracol, entre otros.

## Origen
Los farallones fueron formados por la erosión sobre las rocas de la era Primaria que afloran en la ladera.

## Turismo
Según los guías locales, el turista tiene disponible once rutas bien señaladas, las más fáciles pueden demandar un recorrido de entre tres y cuatro horas. Se puede observar formas curiosas, fauna, pinturas rupestres y restos arqueológicos.
Unos de los atractivos son las fuentes de aguas termales medicinales de La Calera, Goshpi y Yanahuato y con los restos arqueológicos de Bombomarca.

## Las figuras
Son muchas las formas que se presentan en el lugar, pero los lugareños han nombrado las formas más impresionantes relacionando cada forma a la similitud de un objeto o ser, como por ejemplo el oso, el elefante, la alpaca, la tortuga, el caminante, la cobra, el sapo, etc. Son poco más de 480 figuras que han sido nombradas en el bosque y por esa razón es visitado por los turistas|

### Puente

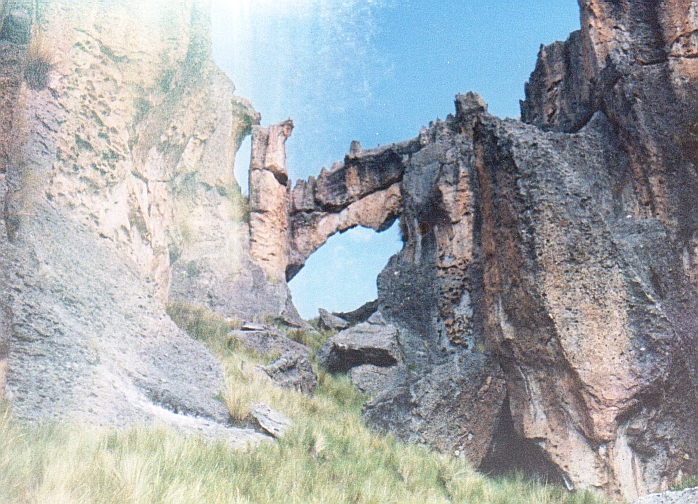
Puente.

Además de esto, existen al menos 480 figuras más que han sido reconocidas por los pobladores con nombres de figuras humanas y  animales por su evidente parecido.